# ماجد الخميس
ماجد الخميس هو لاعب كرة اليد كويتي. تنافس في دورة الألعاب الأولمبية الصيفية عام 1980.